# منخفضات وبرك ملحية
المنخفضات والبرك الملحية هي الماء المتبقي في المنخفضات داخل المستنقعات الملحية ووقليلة الملوحة. وتميل البرك للاحتفاظ بالماء في أثناء شهور الصيف ما بين أمواج المد المرتفع، بينما لا يحدث ذلك بوجه عام في المنخفضات. ويبدأ تكوين المنخفضات الملحية بشكل عام عند ترسب طبقة من الفضلات العضوية تُعرف باسم الحطام, فوق النباتات وتتسبب في موتها. ويؤدي هذا إلى انخفاض الغطاء النباتي الذي يحتفظ بالماء في المحيط لفترات متباينة. وتتسبب الدورات المتتالية من الفيضانات والتبخر في زيادة الملوحة بالمنخفضات أكثر منها في المناطق التي بها كميات أكبر من المياه. وتفرض هذه الأملاح الزائدة نوع النباتات والحيوانات التي يمكن أن تنمو داخل هذا المنخفض، كما أن البرك الملحية هي تكوينات ثانوية على الرغم من أن الآليات الدقيقة لهذه التكوينات لم تُفهم جيدًا، وتنبأ البعض بازدياد حجمها وأن تتواجد بوفرة في المستقبل بسبب ارتفاع مستوى سطح البحر

## تقسيمات
وتتسم المنخفضات والبرك الملحية بكونها موئلاً دقيقًا فريدًا من نوعه يسيطر عليه أنواع مختلفة من النباتات الملحية والقاعية ومجموعة مختلفة من الكائنات البحرية عند المصبات والتي تتسم بالتباين الشديد في التكوين وهذا يرجع إلى عوامل مختلفة منها:
- الركيزة : تؤثر على قدرة المنخفض على الاحتفاظ بالماء.
- العمق والقطر: يؤثران على درجة حرارة الماء ومعدل التبخير في المياه الراكدة. حيث إن معدل التبخير يكون أكبر في البركة الضحلة الواسعة عنه في البركة التي بنفس الحجم لكن أكثر عمقًا ومساحة سطحها أقل، كما يؤثر معدل التبخر على درجة الملوحة؛ فكلما ازداد معدل التبخر كلما ازدادت درجة الملوحة وتكون المعدلات أعلى ثلاث مرات عن مياه المحيط.
- التواجد داخل منطقة المد سواء مستنقعات مرتفعة أو منخفضة والمسافة الفاصلة بينه وبين علامة المد المنخفض الذي يؤثر بطول ومدة الغمر حتى يكون المنخفض عرضة للتبخر، وكذلك المدة الزمنية اللازمة حتى يصعد المد لتغذية ماء المستنقع.

وتؤثر هذه العوامل على أنواع الكائنات الحية التي تستطيع العيش في هذه الأنواع المختلفة من المنخفضات والبرك الملحية.
الاختلافات بين المنخفضات والبرك الملحية:

### المستنقعات ذات مستوى منخفض من الأملاح

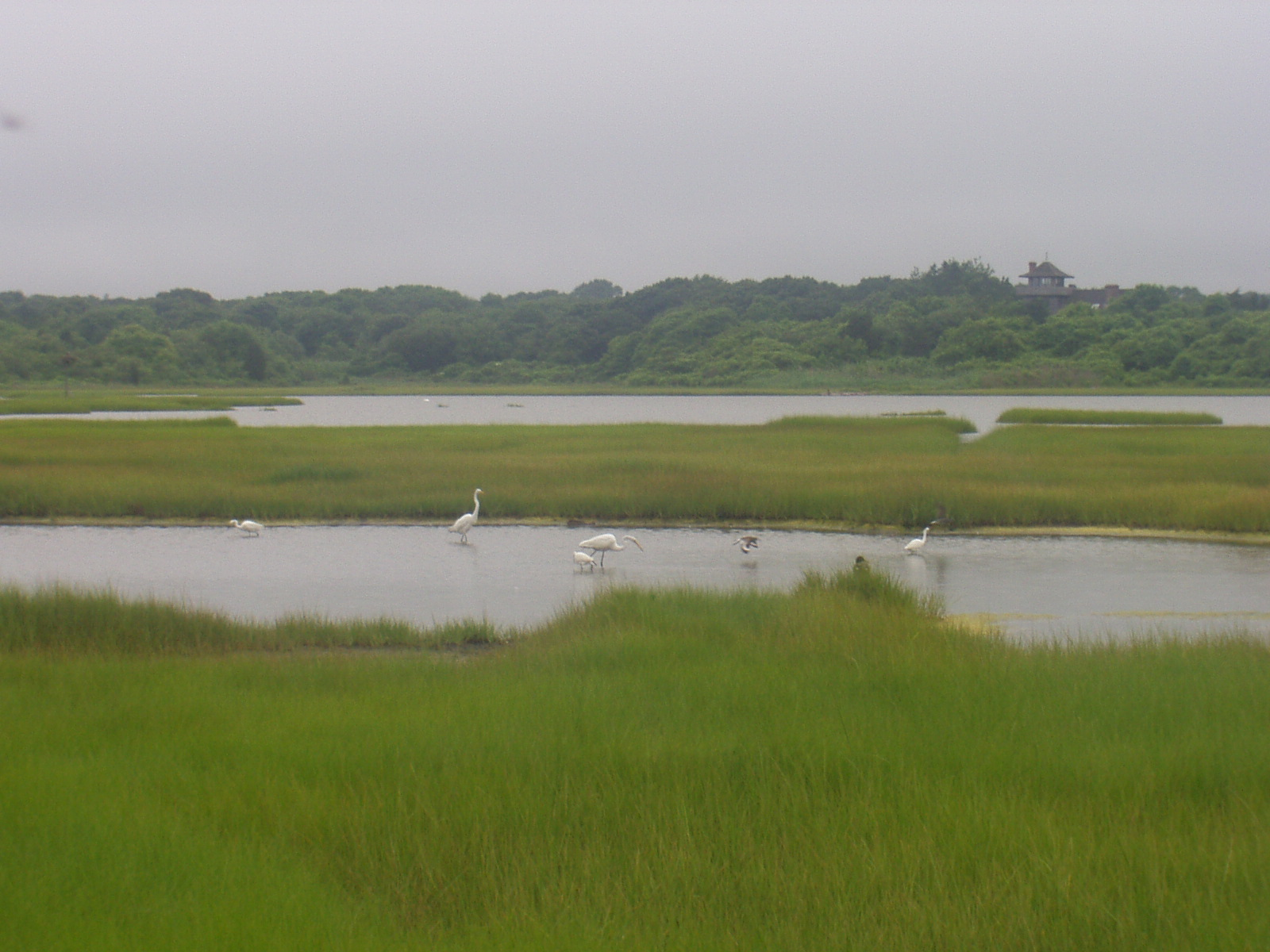
تظهر في المستنقعات الملحية نباتات من فئة سبارتينا متعددة الأوراق, وهي فصيل سائد من النباتات المائية في منطقة المد, وطائر البلشون الأبيض الذي يتغذى على ما يقذفه المد في البرك.

- المنخفضات ذات مستوى منخفض من الأملاح

عادة ما تخلو من الغطاء النباتي الذي يمكن أن يضم العشب الحبلي الناعم (سبارتينا متعددة الأوراق) والطحالب البحرية مثل النوع المعقود (الطحلب الزقياني) وطحالب الصخور (الفوقس). وعادة ما تكون الركيزة من الطين اللين المليء بالطمي.

### المستنقعات ذات مستوى مرتفع من الأملاح
- هي منخفضات تنمو بها الأعشاب المدببة

يغمرها الماء الضحل لفترة وجيزة وبها كمية متوسطة من الغطاء النباتي حيث تسود الأعشاب المدببة (الأعشاب البحرية المدببة), مع إمكانية أن تكون الأقسام الأعمق بلا غطاء نباتي.
- الأعشاب الحبلية الناعمة في المنخفضات

هي منخفضات ضحلة لاهوائية تتسم بسوء الصرف وسوء نوعية الماء بسبب انخفاض مستوى المواد الغذائية والتركيز العالي من الكبريتيد والمركبات المشابهة التي تعوق نمو النباتات. وفيها تكون الأعشاب الحبلية الناعمة (سبارتينا متعددة الأوراق) هي النوع السائد من النباتات في هذه المنخفضات. وعادة ما توجد في المستنقعات عالية الملوحة، لكنها نادرة في الأطراف العليا للمستنقعات منخفضة الملوحة.
بعوض المنخفضات والمستنقعات المالحة

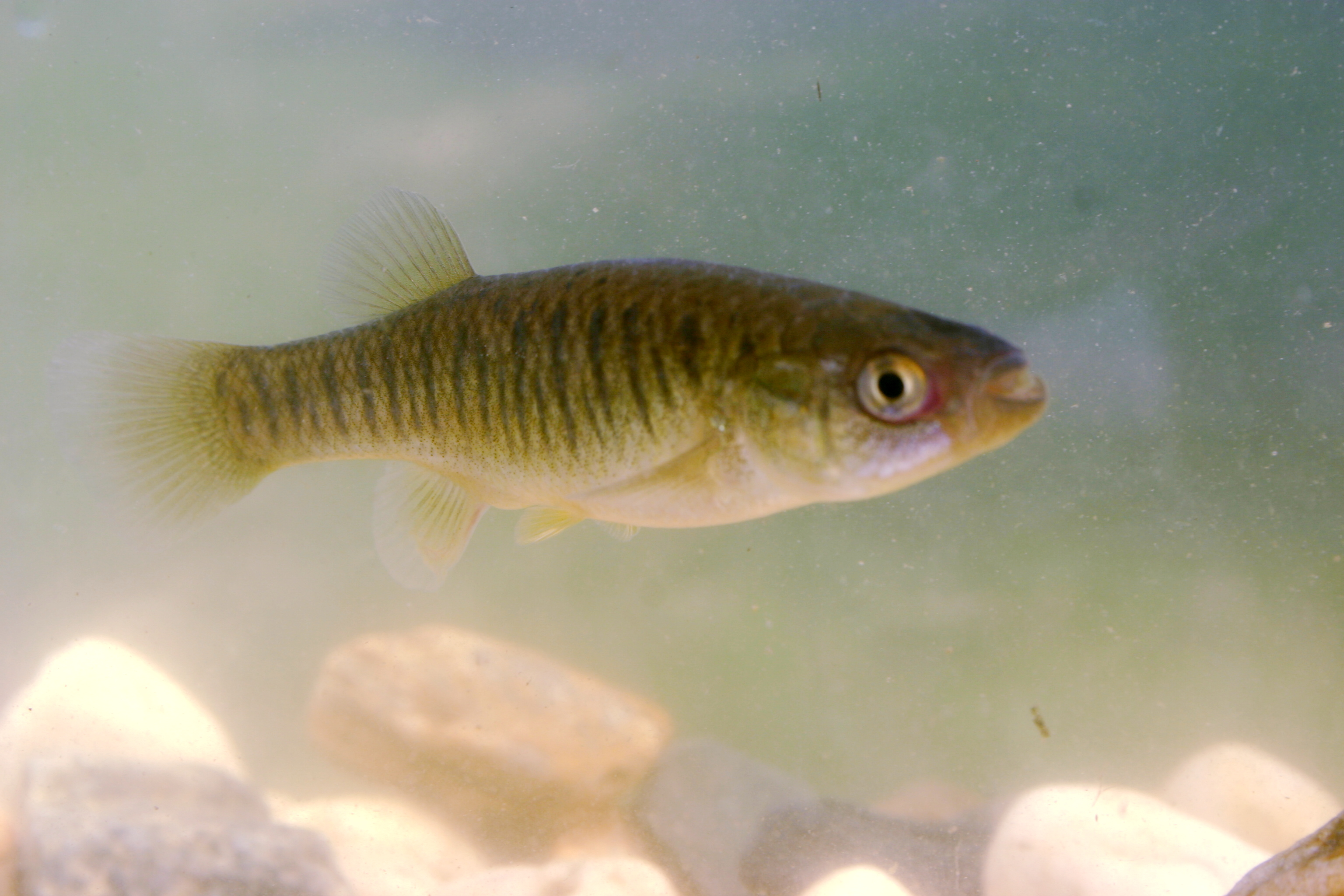
سمك الشبوط, (القوعاء), ويوجد في المياه الأعمق في المنخفضات

وعادة ما يكون الغطاء النباتي عند الحد الأدنى له في النصف العلوي من المستنقعات مرتفعة الملوحة، وتكون في الغالب أعمق من النباتات غير العشبية والأعشاب الحبلية الناعمة في المنخفضات. وغالبًا ما يغمرها أعلى مد من موجتي المد في الربيع وتحتفظ بالماء لمدة يومين إلى 3 أيام ثم تجف بعد ذلك. وتضع أنثى بعوض المستنقعات المالحة الغربية (الزاعجة المتحرشة) بيضها على السطح المكشوف، ويظل هذا البيض خاملاً حتى وقت المد التالي.
البط الصافر العشبي (حشائش البحر) - أسماك المستنقعات التي تعيش في قاع البركة
ويغمر البرك مرتفعة الملوحة من المستنقعات شبه الدائمة الماء على الدوام. كما أنها قادرة على الحفاظ على حياة ما بها من أسماك أبو حلام (أسماك أبو حلام) وأسماك الشبوط و(القوعاء), وأنواع أخرى من الأسماك الصغيرة التي يمكن أن تُحاصر في المنخفضات وأنواع الغطاء النباتي الذي يوجد في القاع، ويمكن أن توجد في بعض الأحيان في الحافة العليا من المستنقع منخفض الملوحة.

## مستنقعات الماء المالح

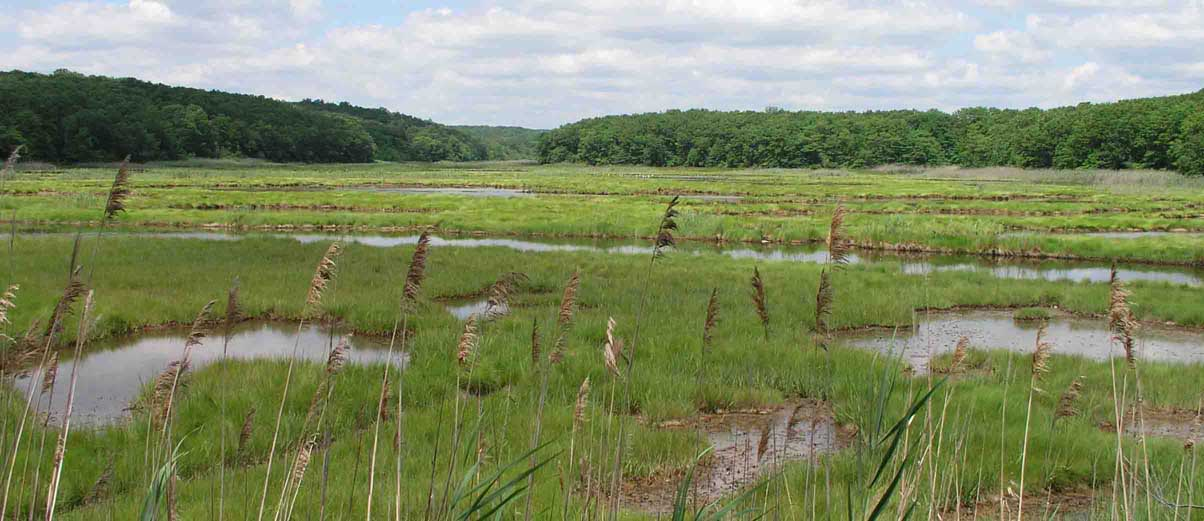
يظهر في المستنقعات الملحية والبحيرات سبارتينا متعددة الأوراق والقصب الشائع في المقدمة.

تحدث أشكال مختلفة من مستنقعات الماء المالح في المستنقعات المالحة (مختلف نباتات العائلة النجيلية) ومن الأنواع الأصلية السائدة هناك الحشائش الشائكة (ديستكليس سنبلي), وفي بعض مستنقعات الماء المالح تنتشر عشبة البرك رفيعة الأوراق (التيفا ضيقة الأوراق) وهي أنواع غريبة قادمة من الخارج.
- مزيج من نباتات العائلة النجيلية - النباتات غير العشبية في المنخفض

يحدث المد في المنخفضات الضحلة لمدة زمنية قصيرة وتتسم بمزيج متباين من نباتات العائلة النجيلية وغيرها من الأعشاب. وتتضمن الأعشاب السائدة النجيلية الرباعية (راتنجية ديس) وعشبة البحر العنيفة (التيفا) والأعشاب المدببة وحشائش المستنقعات الزاحفة (الأغرو ستيس الرئدي) والأعشاب المدببة المحبة للأملاح و(إيليوكاريس هالوفيلا). والنبات الأقل انتشارًا هو نبات الفستق الأحمر (الفستوقة الحمراء), ونجمة نيويورك (عشب نجمة أمريكا) وعشبة حشيشة الوزة ونبات حبل النجيل المالح (إسبارتينا المنفتحة), وفي المستنقعات الملحية.

### المنخفض قليل الكثافة النباتية
عادة ما توجد المنخفضات التي يهيمن عليها الطمي المشبع في المنطقة الانتقالية بجوار مرتفعات الغابات حيث ظلال الأشجار الضخمة التي تمنع التبخر. وهذا هو المكان المفضل لعشب الحوذان ذي الزهر الأصفر (حوذان الشقوق),حيث يمكن أن تشكل مستعمرات على بقع صغيرة من الأرض. وتنتشر نباتات العائلة النجيلية والنباتات غير العشبية في المستنقع الرطب وفي الغالب تكون حول الحواف بما في ذلك البرية في ولاية فرجينيا(القمح البري), وبردي الأرض المالحة (سيبرنوم) وشاطئ جولدنرود (سوليديغو دائم الخضرة), والحشائش الزاحفة بالمستنقعات, ونجمة نيويورك والحشائش الحبلية الناعمة.